# 博德里
博德里（Bodri），是印度恰蒂斯加尔邦Bilaspur县的一个城镇。总人口13328（2001年）。

## 人口
该地2001年总人口13328人，其中男性6754人，女性6574人；0—6岁人口2204人，其中男1173人，女1031人；识字率60.32%，其中男性为69.99%，女性为50.38%。